# Estádio Amadou Gon Coulibaly
O Estádio Amadou Gon Coulibaly (em francês: Stade Amadou Gon Coulibaly), anteriormente denominado Estádio de Korhogo (em francês: Stade de Korhogo), é um estádio de futebol localizado na cidade de Korhogo, na Costa do Marfim. Oficialmente inaugurado em 4 de novembro de 2023, foi uma das sedes oficiais do Campeonato Africano das Nações realizado no país em 2023.
É oficialmente a casa onde o clube local CO Korhogo manda seus jogos oficiais por competições nacionais. A Seleção Marfinense de Futebol também manda esporadicamente jogos amistosos e oficiais no estádio, cuja capacidade máxima é de 20 000 espectadores.

## Histórico
A construção de um novo estádio em Korhogo para abrigar jogos oficiais do Campeonato Africano das Nações de 2023 começou com o lançamento da pedra fundamental em maio de 2019. De acordo com o cronograma original, o estádio deveria estar totalmente construído em 2 anos, porém o prazo para conclusão das obras foi estendido para 2023, em decorrência, dentre outros fatores, da pandemia da COVID-19. A própria edição do prinicipal torneio continental das seleções de futebol africanas também foi adiada para o início de 2024.
O estádio foi construído em parceria com a França, responsável pelo projeto arquitetônico através da Entreprise Générale de Peinture Industrielle (EGPI), e a China, responsável pela execução das obras através da construtora China National Building Material (CNBM). O custo total das obras foi de US$ 81 600 000.
Em 4 de novembro de 2023, ocorreu a inauguração oficial do novo estádio por meio de uma cerimônia, na qual, uma chave simbólica do estádio foi entregue às autoridades públicas marfinenses. Um dia depois, o novo estádio sediou sua primeira partida oficial válida pela Liga dos Campeões Feminina da CAF, que foi disputada entre o Athletico Abidjan e o SC Casalanca e terminou empatada em 1–1.

## Homenagem
O novo estádio teve seu nome original alterado como forma de render homenagem à Amadou Gon Coulibaly, primeiro-ministro da Costa do Marfim entre 2017 e 2020, que faleceu no exercício do mandato, aos 61 anos, vítima de ataque cardíaco.

## Características do estádio
O estádio está localizado na região suburbana sul de Korhogo, às margens da principal via de saída da cidade. O local conta com uma pista de atletismo cercada por arquibancadas de piso único com capacidade total para 20 000 espectadores. As arquibancadas são totalmente cobertas por uma cobertura que é mais alta na alas leste e oeste, pois são onde encontram-se os camarotes e as áreas VIPs.
Os assentos da arquibancada formam um mosaico com as cores da bandeira nacional. Áreas de evacuação foram deixadas entre as curvas da pista de corrida e as arquibancadas atrás delas. Dois telões de LED foram instalados nas alas norte e sul e quatro refletores de luz ladeiam a fachada externa do estádio. Duas mil vagas de estacionamento foram criadas ao redor do complexo.

## Partidas disputadas

### CAN 2023
| Data                  | Horário     | Mandante      | Placar | Visitante      | Fase do torneio  | Público presente |
| --------------------- | ----------- | ------------- | ------ | -------------- | ---------------- | ---------------- |
| 16 de janeiro de 2024 | 17:00 (GMT) | Tunísia       | 0–1    | Namíbia        | Fase de grupos   | 13 991           |
| 16 de janeiro de 2024 | 20:00 (GMT) | Mali          | 2–0    | África do Sul  | Fase de grupos   | 16 894           |
| 20 de janeiro de 2024 | 20:00 (GMT) | Tunísia       | 1–1    | Mali           | Fase de grupos   | 18 130           |
| 21 de janeiro de 2024 | 17:00 (GMT) | África do Sul | 4–0    | Namíbia        | Fase de grupos   | 9 304            |
| 24 de janeiro de 2024 | 17:00 (GMT) | África do Sul | 0–0    | Tunísia        | Fase de grupos   | 12 847           |
| 24 de janeiro de 2024 | 20:00 (GMT) | Tanzânia      | 0–0    | RD Congo       | Fase de grupos   | 12 847           |
| 30 de janeiro de 2024 |             | Mali          | 2–1    | Burquina Fasso | Oitavas-de-final | 19 184           |